# 马家乡 (南充市)
马家乡，是中华人民共和国四川省南充市高坪区曾经下辖的一个乡。2019年10月，撤销黄溪乡和马家乡，将其所属行政区域划归东观镇管辖。

## 行政区划
马家乡撤销前下辖以下地区：
花板场村、张家村、盛家梁村、之字拐村、苟林堰村、吊脚楼村、鱼家庵村、浸水村和半坡龙村。